# (34124) 2000 QS
2000 كيو أس (ويعرف أيضًا باسم (34124) 2000 كيو أس وفق تسمية الكوكب الصغير) (بالإنجليزية: 2000 QS)‏ هو كويكب ضمن حزام الكويكبات؛ وترتيبه 34124 من حيث الاكتشاف.
اكتُشف هذا الجُرم الفلكي بواسطة كورادو كورليفيتش في 22 أغسطس 2000.

## وصلات خارجية
- (34124) 2000 QS في قاعدة بيانات مختبر الدفع النفاث لأجرام النظام الشمسي الصغيرة

- الاكتشاف · مخطط المدار ·  العناصر المدارية · المعلمات المادية

- (34124) 2000 QS على موقع ويكي سكاي: DSS2, SDSS, GALEX, IRAS, Hydrogen α, X-Ray, Astrophoto, Sky Map, Articles and images